# 169e division d'infanterie (France)
Pour les articles homonymes, voir 169e division d'infanterie.
La 169e division d'infanterie est une division d'infanterie de l'armée de terre française qui a participé à la Première Guerre mondiale.

## Les chefs de la169edivision d'infanterie

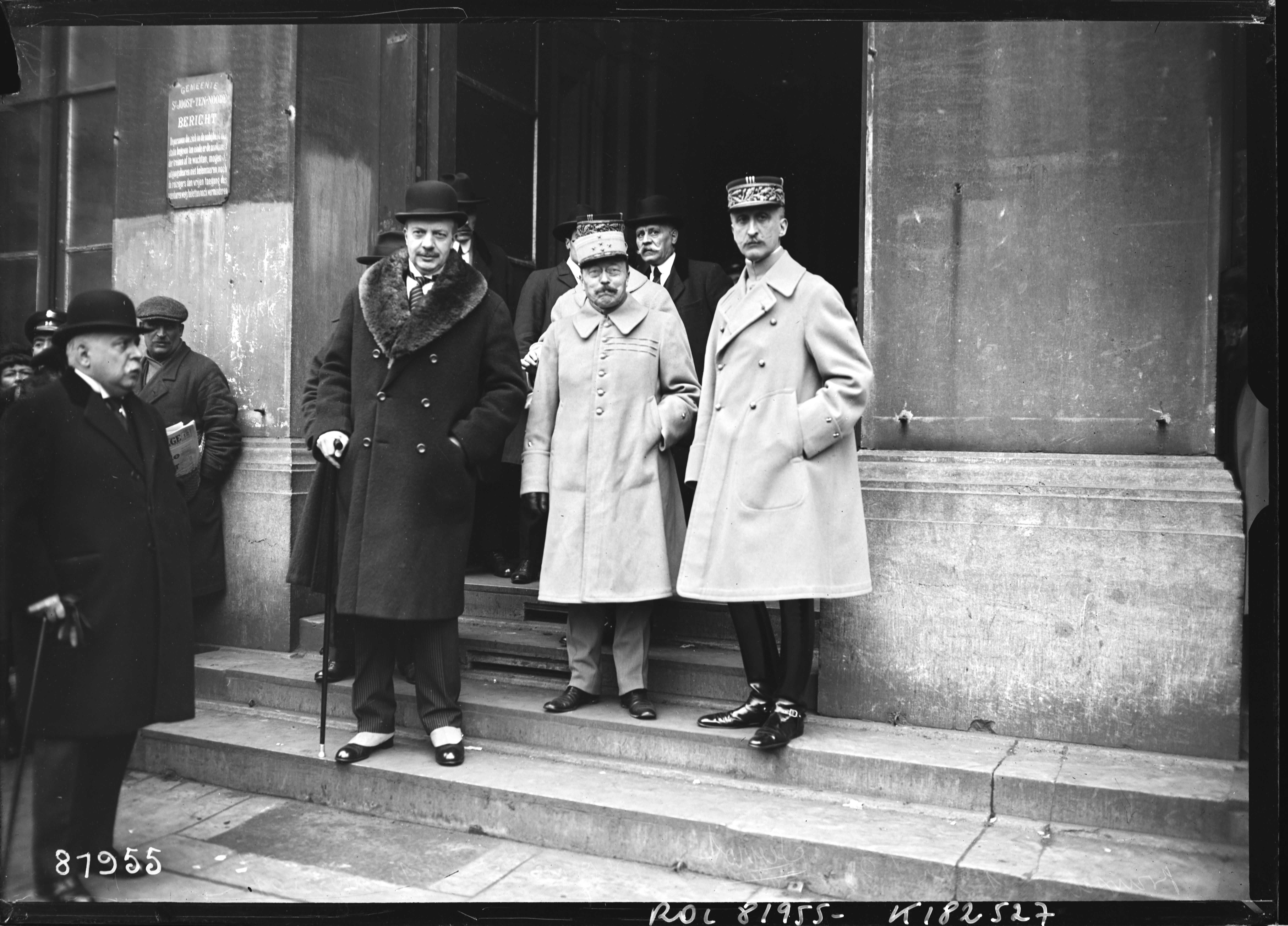
Le général Sérot en 1923 à droite avec le général Degoutte et André Maginot.

- 29 décembre 1916 - 1919 : Général Serot Almeras Latour.

## Première Guerre mondiale

### Composition
- Infanterie

13e Régiment d'infanterie de janvier 1917 à novembre 1918
296e Régiment d'infanterie de janvier  à novembre 1917 (dissolution)
39e régiment d'infanterie de novembre 1917 à octobre 1918
13e Régiment d'infanterie territoriale d'août à novembre 1918
6e Régiment de Tirailleurs de Marche d'octobre à novembre 1918
- Cavalerie

1 escadron du 16e régiment de chasseurs à cheval
- Artillerie

1 groupe de 75 du 17e régiment d'artillerie de campagne de janvier à juillet 1917
1 groupe de 75 du 32e régiment d'artillerie de campagne de janvier à juillet 1917
1 groupe de 75 du 36e régiment d'artillerie de campagne de janvier à juillet 1917
3 groupes de 75 du 210e régiment d'artillerie de campagne de juillet 1917 à janvier 1919
102e batterie de 58 du 4e régiment d'artillerie de campagne de janvier à juillet 1917
102e batterie de 58 du 210e régiment d'artillerie de campagne à partir de juillet 1917
8e groupe de 155c du 108e régiment d'artillerie lourde de juillet 1918 à janvier 1919

### Historique

#### 1917
- 29 décembre 1916 – 26 janvier 1917 : constitution dans la région d'Aumale. À partir du 22 janvier, transport par V.F., de Crèvecœur-le-Grand, à Sainte-Menehould ; repos.
- 26 janvier – 1er avril : occupation d'un secteur entre l'Aisne et Maisons de Champagne : engagements fréquents, particulièrement le 15 février.
- 1er – 17 avril : retrait du front, mouvement par étapes vers Athis ; repos et instruction.
- 17 avril – 21 mai : mouvement vers Trépail ; instruction (éléments en secteur dans la région de Monts).
- 21 mai – 1er juin : retrait du front, mouvement vers Sainte-Menehould ; repos.
- 1er juin 1917 – 23 février 1918 : occupation d'un secteur entre le Four de Paris et l'Aisne, réduit à gauche, le 6 février, jusque vers le bois de Beaurain.

#### 1918
- 23 février – 4 avril : retrait du front, mouvement vers Mailly-le-Camp ; repos et instruction au camp. À partir du 11 mars, mouvement vers Herpont, puis vers Sainte-Menehould ; travaux entre la Suippe et l'Aisne. À partir du 27 mars, mouvement vers Courtisols et Sarry ; le 29 mars, transport par camions vers la Ferté-sous-Jouarre et Compiègne, puis mouvement vers Coivrel.
- 4 avril – 9 août : occupation d'un secteur vers Vaux-sur-Somme et Ayencourt ; organisation du front. À partir du 9 juin, engagée dans la Bataille du Matz : offensive ennemie (combats vers Tricot), puis, le 11, contre-attaque française (progression jusqu'aux lisières du Frétoy). À partir du 13 juin, organisation d'un secteur vers le Ployron et Ayencourt.

19 juillet : action locale vers Rubescourt et le Frétoy.
- 9 – 19 août : engagée dans la 3e Bataille de Picardie : prise d'Assainvillers ; le 10 août, prise de Faverolles. Poursuite vers l'Est, par Piennes-Onvillers et Bus, jusqu'à Beuvraignes ; le 16, prise du Cessier, puis des Loges.
- 19 août – 6 septembre : retrait du front ; repos vers Crèvecœur-le-Petit, puis vers Froissy.
- 6 septembre – 13 octobre : mouvement vers le front ; engagée, au sud de Ham, dans la poursuite ; participe à la poussée vers la position Hindenburg :

9 septembre : prise de Clastres ; le 19 septembre, occupation d'Essigny-le-Grand.
1er octobre : prise d'Urvillers (Bataille de Saint-Quentin) : organisation des positions conquises entre Urvillers et la voie ferrée de Saint-Quentin.
9 octobre : reprise de l'offensive : poursuite jusque vers Hauteville ; combats dans la région de l'Oise.
- 13 octobre – 1er novembre : retrait du front ; mouvement par étapes vers Villeselve, puis transport par V.F. vers Crèvecœur-le-Grand ; repos.
- 1er – 11 novembre : mouvement par étapes, par Montdidier, Nesle, Ham et Saint-Quentin, vers Guise, où la 169e D.I. se trouve lors de l'armistice.

### Rattachements
- Affectation organique : 20e CA de décembre 1916 à novembre 1918
- 1re armée

3 – 6 avril 1918
2 août – 11 novembre 1918
- 2e armée

6 – 23 février 1918
- 3e armée

27 mars – 3 avril 1918
6 avril – 10 juin 1918
13 juin – 2 août 1918
- 4e armée

22 janvier 1917 – 6 février 1918
23 février – 27 mars 1918
- 10e armée

29 décembre 1916 – 22 janvier 1917
- Groupement Mangin

10 – 13 juin 1918